# Jan Mazoch
Jan Mazoch (Čeladná, 5 september 1985) is een voormalig Tsjechisch schansspringer. Mazoch debuteerde in de Wereldbeker schansspringen op 13 maart 2002 in Falun. Als lid van het Tsjechische nationale team nam hij vanaf 2003 deel aan de wereldkampioenschappen van 2003 (Val di Fiemme) en 2005 (Oberstdorf). Ook nam hij met de Tsjechische equipe deel aan de Olympische Winterspelen van 2002 en 2006.
Tijdens wedstrijden in Zakopane op 20 januari 2007 raakte hij ernstig gewond na een val. Na enkele dagen in het ziekenhuis van Krakau in een coma gelegen te hebben werd op 24 januari 2007 geprobeerd hem uit zijn coma te halen. Een CT-scan wees uit dat hij een hematoom aan de voorkant van zijn hersenen had. Op 29 januari werd in een persconferentie bekendgemaakt dat hij aan de beterende hand was en op 31 januari naar een ziekenhuis in Tsjechië vervoerd zou worden. Mazoch was inmiddels uit het kunstmatige coma gekomen en had al enkele stappen in zijn ziekenhuiskamer gezet. Hij herstelde volledig en in september 2007 maakte hij zijn rentree.
In augustus 2008 beëindigde Mazoch zijn carrière.